# Chikkabasavanahalli, Hassan
Chikkabasavanahalli là một làng thuộc tehsil Hassan, huyện Hassan, bang Karnataka, Ấn Độ.